# Emiliano Rigoni
Emiliano Ariel Rigoni (* 4. Februar 1993 in Colonia Caroya) ist ein argentinischer Fußballspieler. Er steht beim US-amerikanischen Fußballverein Austin FC unter Vertrag.

## Karriere

### Verein
In seiner Jugend spielte er für CA Belgrano. Unter seinem Jugendverein gab er am 4. August 2013 auch sein Debüt in der Primera División gegen CA Lanús. Nach etwa mehr als zwei Jahren bei Belgrano wechselte Rigoni am 4. Januar 2016 zum Ligakonkurrenten CA Independiente. Bei seinem Debüt schoss er gegen seinen ehemaligen Klub Belgrano ein Tor. Am 23. August 2017 wechselte Rigoni für eine Ablösesumme von 10,5 Millionen Euro zum russischen Erstligisten Zenit Sankt Petersburg. Er unterzeichnete einen Vierjahresvertrag. Zur Saison 2018/19 wurde Rigoni nach Italien an Atalanta Bergamo ausgeliehen, kam aber bereits zum Januar 2019 zu Zenit zurück. Auch die erste Hälfte der Saison 2019/20 verbrachte er in Italien bei Sampdoria Genua. Im Oktober 2020 wechselte der Spieler nach Spanien, wo er beim FC Elche unterzeichnete. Nach Beendigung der Saison 2020/21 gab der Klub ihn wieder ab. Rigoni nächste Stadion war in Brasilien der FC São Paulo. Hier erhielt er einen dreijährigen Kontrakt. Im Juli 2022 wurde dieser vorzeitig beendet. Rigoni wechselte in die [[]] zum Austin FC. Sein Vertrag umfasste ein Laufzeit bis einschließlich der Saison 2024, mit der Option auf Verlängerung um zwei weitere Jahr.

### Nationalmannschaft
Am 6. Oktober 2017 debütierte Rigoni unter Jorge Sampaoli beim WM-Qualifikationsspiel gegen Peru für die Argentinische Fußballnationalmannschaft.

## Erfolge
- Russischer Meister: 2018/19